# روبرتو تانكريدي
روبرتو تانكريدي (بالإيطالية: Roberto Tancredi) هو لاعب كرة قدم إيطالي في مركز حراسة المرمى، ولد في 30 يناير 1944 في مونتيكاتيني فال دي سيسينا في إيطاليا. لعب مع نادي بريشيا ونادي ترنانا ونادي ليفورنو ونادي مانتوفا ويوفنتوس.